# Красное Александровское
 Красное Александровское  — деревня в Тоншаевском муниципальном округе Нижегородской области.

## География
Деревня находится в северо-восточной части Нижегородской области, на расстоянии менее 4 километров по прямой на запад от посёлка Тоншаево, административного центра района.

## Население
Постоянное население составляло 2 человека (мари 100 %) в 2002 году, 2 в 2010.

## История
До 2020 года входила в состав городского поселения Рабочий посёлок Тоншаево до его упразднения.